# Baburka
Baburka (kyrillisch Бабурка ‚Burwalde‘) ist ein ukrainischer Ort nahe Saporischschja, der auf eine Gründung deutschsprachiger Mennoniten zurückgeht und Teil der Kolonie Chortitza war.

## Geschichte
Burwalde wurde 1803 von 27 Familien entlang des Flusses Ritsch, der auch Mittlere Choritza heißt, angelegt. Der Ortsname bezieht sich vermutlich auf das preußische Bärwalde (heute: Barwice). Das Dorf hatte eine Dorfschule und eine in den 1860ern erbaute Kirche.
Die deutschsprachigen Einwohnern flohen 1943 in Folge des deutschen Angriffskriegs gegen die Sowjetunion. Die Kirche und die Dorfschule wurden 1943 von deutschen Truppen der Wehrmacht auseinandergenommen, um Baumaterial zu gewinnen.
Am 24. Mai 2016 wurde das Dorf ein Teil der neugegründeten Landgemeinde Dolynske, bis dahin war sie ein Teil der Landratsgemeinde Dolynske im Westen des Rajons Saporischschja.

## Bauwerke
Einige der mennonitischen Bauten sind erhalten. Der ehemalige Dorfladen dient heute als Bibliothek. Auf dem Friedhof finden sich noch einige deutsche Grabsteine.